# Euskelosaurus browni
L’euskelosauro (Euskelosaurus browni) era un dinosauro erbivoro appartenente ai sauropodomorfi. Visse nel Triassico superiore (Norico, circa 215 milioni di anni fa) e i suoi resti sono stati ritrovati in Sudafrica, Zimbabwe e in Lesotho.

## Descrizione
I fossili di questo animale sono piuttosto frammentari e incompleti, e non permettono una ricostruzione adeguata. In ogni caso, sembra che Euskelosaurus fosse un grande sauropodomorfo primitivo, dotato di zampe possenti e di un corpo voluminoso. Gran parte dei reperti attribuiti a questo animale sono stati in seguito ascritti a generi differenti, meglio conosciuti e dalla classificazione più chiara.

## Classificazione
L'euskelosauro riveste una certa importanza nella storia della paleontologia dei dinosauri, in quanto è stato uno dei primi dinosauri africani a venire descritto scientificamente. Fu Thomas Henry Huxley a descrivere i resti fossili e ad attribuirli a un nuovo genere di rettili estinti. Il materiale su cui si basava la descrizione, tuttavia, risultò appartenere ad almeno tre diversi dinosauri sauropodomorfi oltre a Euskelosaurus: Plateosauravus, Eucnemesaurus e Antetonitrus. Di questi, i resti di Euskelosaurus sono quelli più incompleti, tanto da far considerare l'animale un nomen dubium.